# Kuajok
Kuajok hay Kwajok là một thành phố ở Nam Sudan, và là thủ phủ bang Warrap.

## Địa lý
Kuajok nằm ở vùng Bahr al Ghazal, tây bắc Nam Sudan. Vị trí này gần biên giới với Sudan và vùng Abyei. Kuajok nằm cách Juba, thủ đô và thành phố lớn nhất của Nam Sudan, khoảng 690 km (430 mi) về phía tây bắc.

## Giao thông
Tuyến đường chính từ Wau đến Babanusa, Sudan (Quốc lộ B38) đi qua Kuajok theo hướng bắc – nam.